# Erythemis carmelita
Erythemis carmelita – gatunek ważki z rodziny ważkowatych (Libellulidae). Występuje na terenie Ameryki Południowej.